# Manuel Peña Escontrela
Manuel Peña Escontrela, conegut simplement com a Peña, (Sarria, 18 de desembre de 1965 - Ponferrada, 13 de novembre de 2012), fou un futbolista gallec, que ocupava la posició de davanter. Va ser internacional espanyol en categories inferiors. Amb la selecció espanyola sub-20 va ser subcampió del món el 1986.

## Trajectòria
Va començar a destacar a les files de la SD Ponferradina, d'on passa posteriorment al Reial Valladolid. Amb els castellans hi debuta a la màxima categoria a la temporada 83/84. Durant els primers anys tindria aparicions puntuals, però a la 86/87 marca 7 gols en 31 partits i es consolida al planter val·lisoletà.
Assoleix la titularitat i marca vuit gols a la 87/88 i d'altres cinc a la següent. Però, a la 89/90 baixa la seua aportació tant en minuts com en gols.
L'estiu de 1990 marxa al Reial Saragossa, on serà suplent els tres anys que hi romandrà a l'esquadra aragonesa. En total, hi disputa 41 partits, la meitat eixint de la banqueta, i marca 3 gols.
La temporada 93/94 va anar a jugar al Cadis CF, amb el qual baixà de Segona a Segona B. A partir d'ací la carrera del gallec prossegueix per divisions més modestes. Juga una temporada al conjunt andalús a Segona B. La temporada 95/96 recala al Talavera CF, i a la campanya següent retornà a la SD Ponferradina, on es retirà la temporada 99/00.
Va morir a Ponferrada el novembre de 2012, de càncer.